# Ionisation (Varèse)
Cet article concerne une œuvre musicale. Pour le phénomène physique, voir ionisation.
Ionisation est une des œuvres musicales les plus célèbres d'Edgard Varèse, écrite de 1929 à 1931 pour treize percussionnistes et trente-sept instruments (dont deux sirènes et un piano utilisé comme un instrument de percussion). 
Selon le dédicataire Nicolas Slonimsky, l'œuvre vise à démontrer la variété et la richesse extraordinaire de rythmes et de timbres qu'un tel ensemble peut produire. La création eut lieu au Carnegie Hall de New York, le 6 mars 1933 sous la direction de Slonimsky.

## Historique
Il s'agit d'une des premières œuvres de musique occidentale conçue entièrement pour percussions, jouant ainsi sur la polyphonie rythmique et non sur la mélodie. Dans l'histoire de la musique occidentale, il s'agit de la sixième œuvre ne nécessitant que des percussions après les 2e et 7e parties du Dit des jeux du monde d'Arthur Honegger (1918), Schädlertanz (ou Danse du crâne) du ballet Ogelala d'Erwin Schulhoff (1925), le 2e mouvement de la Symphonie n° 1 d'Alexandre Tcherepnine (1927), l'interlude entre le deuxième et le troisième tableau du Nez de Dmitri Chostakovitch (1928) et Ritmica V d'Amadeo Roldán (1929).
La durée d'exécution est d'environ six minutes. La partition éditée est composée de 21 pages.

## Instrumentation
| Instrumentation de Ionisation (par exécutant)                                                  |
| 1) Grande cymbale chinoise, grosse caisse très grave, cencerro (avec sourdine), Tam-tam clair, |
| 2) gong, Tam-tam clair, Tam-tam grave, cencerro (avec sourdine),                               |
| 3) 2 bongos (clair et grave), caisse roulante, 2 grosses caisses à plat (moyenne et grave),    |
| 4) tambour militaire, caisse roulante,                                                         |
| 5) Sirène claire, Tambour à corde (Lion's Roar),                                               |
| 6) Sirène grave, fouet, güiro,                                                                 |
| 7) 3 blocs chinois (clair, moyen et grave), claves, triangle,                                  |
| 8) Caisse claire sans timbre, 2 maracas (clair et grave),                                      |
| 9) Tarole, Caisse claire, cymbale suspendue,                                                   |
| 10) cymbales, grelots, cloches tubulaires,                                                     |
| 11) güiro, castagnettes, glockenspiel à clavier (avec résonateurs),                            |
| 12) tambour de basque, 2 enclumes (avec résonateurs), grand tam-tam,                           |
| 13) fouet, triangle, grelots, piano                                                            |

## Transcriptions
Au moins 2 versions pour 6 percussionnistes en ont été proposées. La première par Georges Van Gucht pour Les Percussions de Strasbourg, du vivant de Varèse qui a donné son accord et la deuxième, en 2002 par Georges Bœuf pour Symblêma dont le directeur (Frédéric Daumas) a écrit le 8 juillet 2003 : « Cette dernière version est également pour 6 percussionnistes. Elle respecte scrupuleusement la partition originale et a été conçue de manière à conserver la spatialisation du son de la version à 13. »

## Utilisation artistique
En 2006, le chorégraphe français Xavier Le Roy utilise cette pièce pour sa création du même nom, associée au mouvement de la non-danse.